# Synagogue de Malmö
La synagogue de Malmö (en suédois : Malmö synagoga, en hébreu : מאלמה בית כנסת‎) est la seule synagogue du Sud de la Suède. Elle a été construite en 1903 en style Art nouveau, utilisant des éléments orientalisants. La construction a coûté 65.500 couronnes suédoises. Le culte juif orthodoxe y est célébré .

## Attaque
La synagogue a été le 23 juillet 2010 la cible d'un attentat à l'explosif. L'explosion a été causée par une sorte de dispositif pyrotechnique, mais il contenait trop peu de poudre à canon pour endommager sérieusement le bâtiment. La veille de l'attentat, une affiche a été trouvée sur la porte de la synagogue menaçant d'attentat.